# Kichha
Kichha es una ciudad  y  municipio situada en el distrito de Udham Singh Nagar,  en el estado de Uttarakhand (India). Su población es de 41965 habitantes (2011). 

## Demografía
Según el censo de 2011 la población de Kichha era de 41965 habitantes, de los cuales 22043 eran hombres y 19922 eran mujeres. Kichha tiene una tasa media de alfabetización del 68,25%, superior a la media estatal del 78,82%: la alfabetización masculina es del 73,94%, y la alfabetización femenina del 61,98%.